# Edred (król Anglii)
Edred (ur. ok. 923, zm. 23 listopada 955) – król Anglii od 26 maja 946 do śmierci w 955. Syn króla Edwarda Starszego i jego trzeciej małżonki Edgivy, córki Sigehelma, earla Kentu. Tron objął po śmierci swojego brata, zamordowanego przez Leofę.
Podobnie jak on odnosił sukcesy w walce z Duńczykami. W 947 r. do Nortumbrii przybył obalony król Norwegii Eryk Krwawy Topór. Mimo iż został szybko pokonany, zdołał uchwycić władzę nad Yorkiem. Został stamtąd wygnany w 954 r. i rychło poniósł decydującą klęskę pod Stainemore. Edred był człowiekiem bardzo religijnym, ale również słabego zdrowia (sam zresztą jadł bardzo niewiele).
Przyjaźnił się z Dunstanem, wtedy opatem klasztoru Glastonbury, który popierał go w dążeniu do wzmocnienia monarchii.
Zmarł 23 listopada 955 w miejscowości Frome w hrabstwie Somerset. Pochowany został w Old Minster w Winchesterze. Jego następcą został jego bratanek, Edwin.